# Salmo macedonicus
Salmo macedonicus är en fiskart som först beskrevs av Stanko Karaman 1924.  Salmo macedonicus ingår i släktet Salmo och familjen laxfiskar. IUCN kategoriserar arten globalt som otillräckligt studerad. Inga underarter finns listade i Catalogue of Life.